# 江塘乡
江塘乡，是中华人民共和国安徽省安庆市太湖县下辖的一个乡镇级行政单位。

## 行政区划
江塘乡下辖以下地区：
大塘村、东升村、江塘村、毕岭村、白云村、龙寨村、何墩村、小宫村、龙山村、五星村和五一村。